# Daihachi Oguchi
Daihachi Oguchi (1924 — 2008) fue un baterista y percusionista japonés conocido por popularizar el arte del taiko. Daihachi Oguchi fue primero conocido por sus interpretaciones de batería en el jazz. Para su idea de reunir un conjunto de tambores japoneses, se inspiró en la batería de jazz, juntando tambores de varios tamaños, formas y tonalidades.
El 26 de junio de 2008, a la edad de 84 años, fue golpeado por un coche cuando cruzaba la calle y, aunque fue trasladado a urgencias, falleció al día siguiente a causa de la pérdida de sangre.